# أنخيل بيرلانغا
أنخيل بيرلانغا (بالإسبانية: Ángel Berlanga)‏ هو لاعب كرة قدم إسباني في مركز الدفاع، ولد في 24 فبراير 1987 في مدريد في إسبانيا. لعب مع رايو ماخاداهوندا وسبورتينغ غوا ونادي أوكلاند سيتي.

## وصلات خارجية
- أنخيل بيرلانغا على موقع قاعدة بيانات كرة القدم.إي يو (الإنجليزية)
- أنخيل بيرلانغا على موقع Soccerway.com (الإنجليزية)
- أنخيل بيرلانغا على موقع AS.com (الإسبانية)